# يوهانا كوركيلا

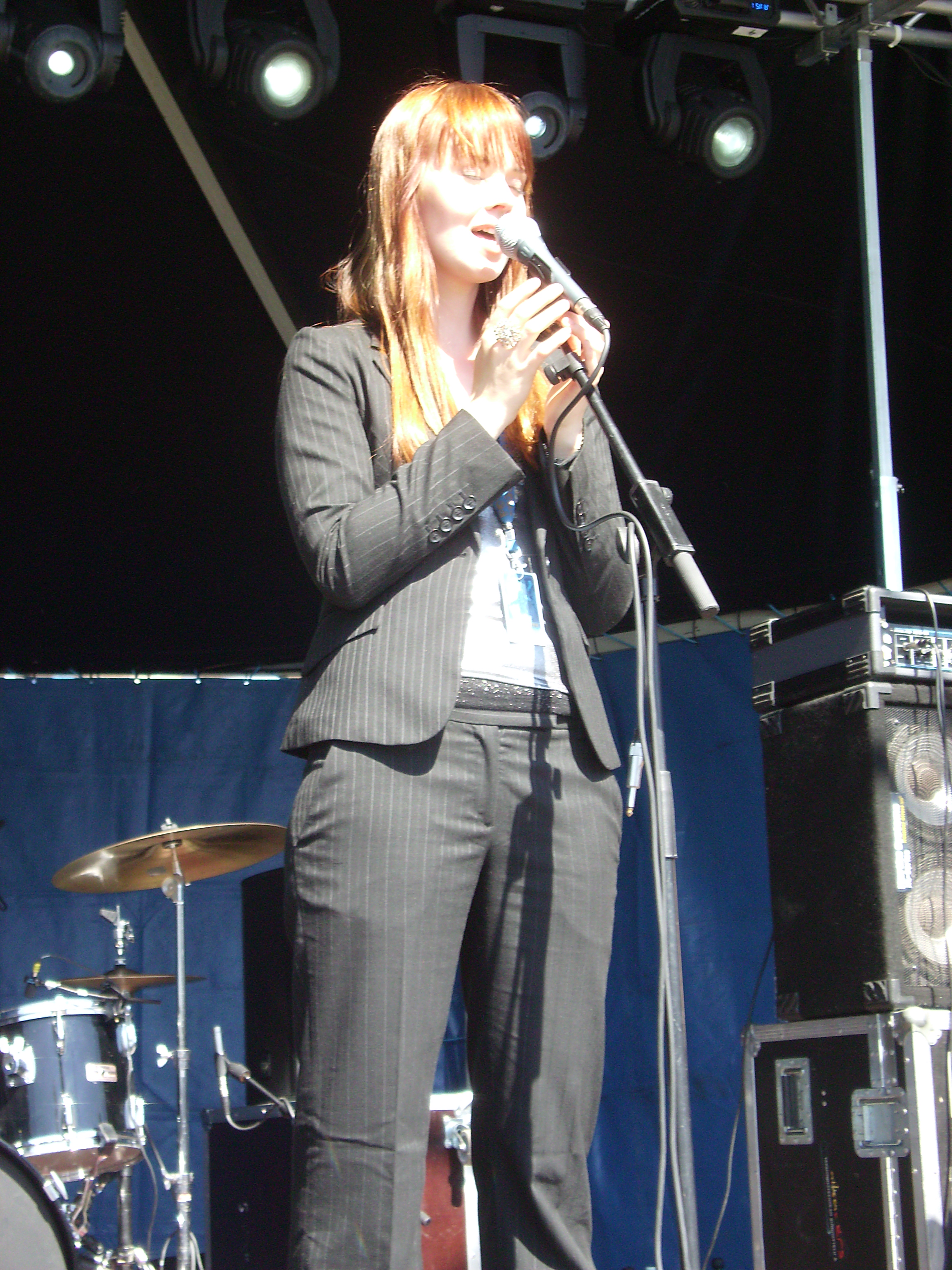
Johanna Kurkela

يوهانا كوركيلا (Johanna Kurkela؛ لوميوكي، 10 أبريل 1985) مغنية فنلندية. أول أعمالها كان دويتو "Tahdon tanssia kanssasi" مع تومي مستاكيتو في عام 2004. أصدرت كوركيلا أول ألبوماتها "Hetki hiljaa" في عام 2005. حصلت على الكثير من الدعاية في التصفية الفنلندية لمسابقة يوروفيجن للأغاني عام 2007 ، مقدمةً أغنية "Olet uneni kaunein". جاءت كوركيلا في المركز السادس في هذه التصفية. بعد أسابيع قليلة نشرت ألبومها الثاني "Marmoritaivas". انها ساهمت أيضاً في أغنيتين بألبوم فرقة سوناتا أركتيكا "The Days of Grays". ألبومها "Hyvästi, Dolores Haze" سنة 2010، باع أكثر من 20،000 نسخة.

## روابط خارجية
- يوهانا كوركيلا على موقع IMDb (الإنجليزية)
- يوهانا كوركيلا على موقع ميوزك برينز (الإنجليزية)
- يوهانا كوركيلا على موقع أول ميوزيك (الإنجليزية)
- يوهانا كوركيلا على موقع ديسكوغز (الإنجليزية)
- يوهانا كوركيلا على موقع كينوبويسك (الروسية)